# 불카노돈
불카노돈(Vulcanodon)는 중생대 쥐라기 전기 아프리카 대륙에서 서식한 4족보행의 초식공룡이다. '용반류'-'용각형아목'-'불카노돈과'에 속한다. 최초 화석은 짐바브웨에서 발견되었는데, 화산암 속에서 발굴되었다. 학명은 "화산의 이빨"이라는 뜻을 갖고 있다. 전체 몸 길이는 약6.5m 정도 되었을 것으로 추정된다. 앞다리는 비교적 길고, 각 다리 끝에는 날카롭지는 않은 갈고리 모양의 발톱이 있다.